# Ville Kähkönen
Ville Antero Kähkönen (Rovaniemi, 23 giugno 1984) è un ex combinatista nordico finlandese.

## Biografia
Ville Antero Kähkönen esordiì nel Circo bianco il 14 dicembre 2001 a Vuokatti giungento 53° in un'individuale Gundersen valida per la Coppa del Mondo B. Ottenne il suo primo risultato di rilievo in Coppa del Mondo il 14 marzo 2003 a Lahti disputando un'individuale Gundersen al termine della quale si piazzò 37º.
Il 14 gennaio 2007 ottenne l'unica vittoria, nonché unico podio, in Coppa del Mondo, vincendo in Val di Fiemme la competizione a squadre HS106/staffetta 4x5 km assieme ai connazionali Jaakko Tallus, Anssi Koivuranta e Hannu Manninen.

## Palmarès

### Coppa del Mondo
- Miglior piazzamento in classifica generale: 37º nel 2007
- 1 podio:
  - 1 vittoria

#### Coppa del Mondo - vittorie
| Data            | Località      | Nazione | Trampolino             | Spec.                                                              |
| --------------- | ------------- | ------- | ---------------------- | ------------------------------------------------------------------ |
| 14 gennaio 2007 | Val di Fiemme | Italia  | Giuseppe Dal Ben HS106 | T NH/4x5 km (con Jaakko Tallus, Anssi Koivuranta e Hannu Manninen) |

Legenda:

T = gara a squadre

NH = trampolino normale